# كأس بلغاريا 1992–93
كأس بلغاريا 1992–93 (بالبلغارية: Купа на България по футбол 1992/93)‏ هو موسم من كأس بلغاريا. أشرف على تنظيمه اتحاد بلغاريا لكرة القدم، وفاز فيه سسكا صوفيا.